# 岩田洋季
岩田 洋季（いわた ひろき、1983年12月13日 - ）は、日本のライトノベル作家。広島県出身。
2002年7月に『灰色のアイリス』で電撃文庫（メディアワークス刊）よりデビュー。以降、電撃文庫より読み切りとして『月の盾』、別シリーズとして『護くんに女神の祝福を!』を発表している。また、『護くんに女神の祝福を!』は2006年10月から半年間、WOWOWにてアニメ化されている（全24話）。

## 作品リスト

### ライトノベル
2024年9月現在、以下の作品が刊行されている。刊行元は全て電撃文庫。
- 灰色のアイリス（2002年7月 - 2004年3月、全5巻）
  1. 2002年7月発売 ISBN 978-4-8402-2148-1
  2. 2002年9月発売 ISBN 978-4-8402-2181-8
  3. 2002年12月発売 ISBN 978-4-8402-2257-0
  4. 2003年3月発売 ISBN 978-4-8402-2309-6
  5. 2004年3月発売 ISBN 978-4-8402-2633-2
- 護くんに女神の祝福を!（2003年9月 - 、本編全12巻、短編集既刊4巻）
- 月の盾 （2006年5月初版発行）ISBN 978-4-8402-3432-0
- めしあのいちにち（2008年6月 - 2008年10月、全2巻）
  1. 2008年6月発売 ISBN 978-4-04-867096-8
  2. 2008年10月発売 ISBN 978-4-04-867272-6
- 花×華（2010年3月 - 2013年8月、全8巻）
- 叛逆のドレッドノート（2014年6月 -2015年11月 、全4巻）
  1. 2014年6月10日発売 ISBN 978-4-04-866684-8
  2. 2014年10月10日発売 ISBN 978-4-04-866998-6
  3. 2015年3月10日発売 ISBN 978-4-04-869330-1
  4. 2015年11月10日発売 ISBN 978-4-04-865522-4
- 手のひらの恋と世界の王の娘たち（2016年12月 - 2017年7月、全2巻）
  1. 2016年12月10日発売 ISBN 978-4-04-892540-2
  2. 2017年7月7日発売 ISBN 978-4-04-893246-2
- ミニチュア緒花は毒がある。（2018年2月10日発売）ISBN 978-4-04-893669-9
- 淫らで緋色なノロイの女王（2019年7月 - 2020年3月、全2巻）
  1. 2019年7月10日発売 ISBN 978-4-04-912512-2
  2. 2020年3月10日発売 ISBN 978-4-04-913008-9
- 午後九時、ベランダ越しの女神先輩は僕だけのもの（2020年10月 - 2021年5月、全2巻）
  1. 2020年10月10日発売 ISBN 978-4-04-913377-6
  2. 2021年5月8日発売 ISBN 978-4-04-913782-8
- ゲーム・オブ・ヴァンパイア（2022年11月10日発売）ISBN 978-4-04-914462-8
- 天才ひよどりばな先生の推しごと！ 〜アクティブすぎる文芸部で小生意気な後輩に俺の処女作が奪われそう〜（2024年9月10日発売）ISBN 978-4-04-915858-8

### ウェブトゥーン
原作・脚本担当。2023年6月現在、以下の作品が刊行されている。掲載元はタテスクコミック。
- 魔王は仙境学園で恋をする（原案・監修：角川青羽、漫画：路一心、2022年11月30日 - 2023年5月31日、全30話）